# Kit (afdichting)

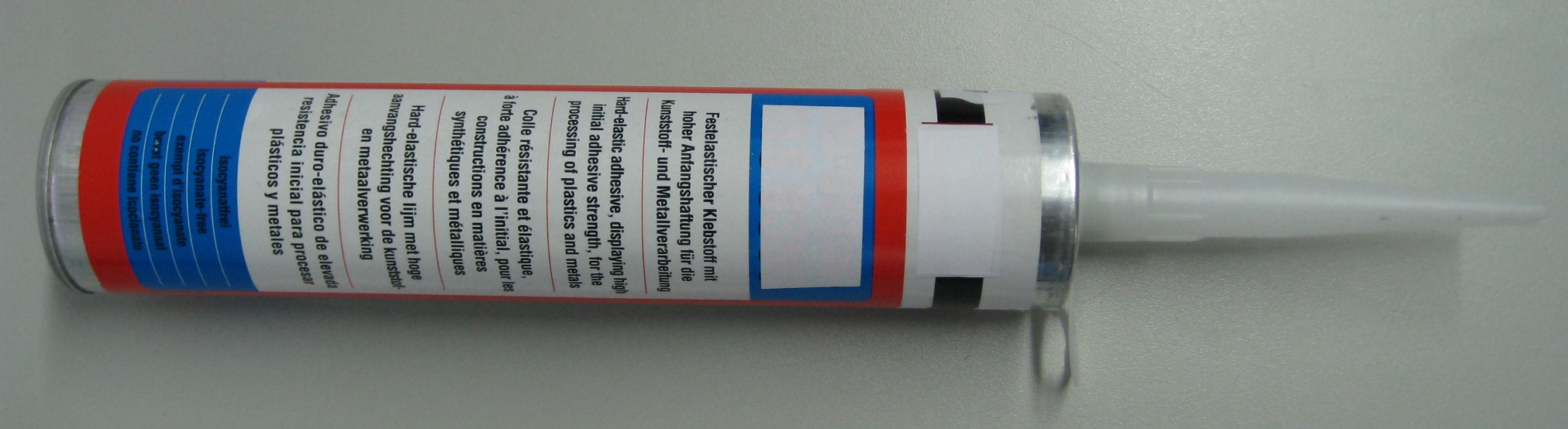
Kit in een koker

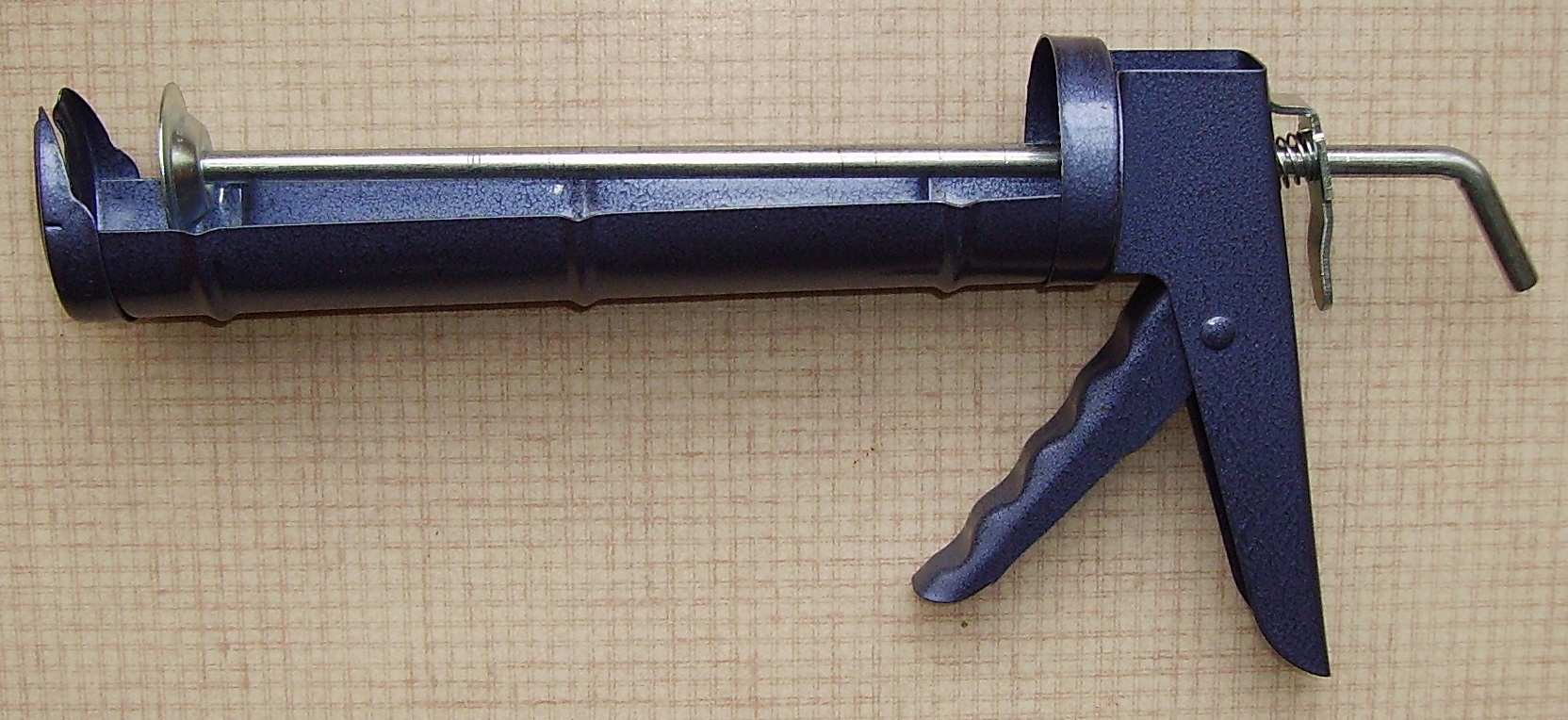
Hulpmiddel om kit aan te brengen. De koker met kit wordt hierin geplaatst.

Kit is de verzamelnaam voor dikvloeibare materialen, die gebruikt worden voor verlijming of als afdichting. Een kit blijft na opdrogen plastisch. 
Kitten zijn over het algemeen verkrijgbaar in kokers, en worden aangebracht door middel van een kitspuit.

## Soorten kit
Er bestaan 3 soorten kitten:
1. Plastische kitten: Deze vervormen wel onder druk maar veren niet uit zichzelf terug en vertonen geen relaxatie. Butyleenkit is hier een voorbeeld van.
2. Plasto-elastische kitten: Vervormen onder druk, en ontspannen dan. Acrylaatkit is hier een voorbeeld van.
3. Elastische kitten: Deze hebben een rubberachtig gedrag, keren na indrukken of uitrekken weer in oorspronkelijke toestand terug. Siliconenkit en polyurethaankit zijn beide elastisch.

## Samenstelling
Er zijn veel types kit met diverse samenstelling. Het toepassingsgebied is zeer breed. Terwijl vroeger veel oplosmiddelen werden gebruikt is dit verminderd, waarbij giftige stoffen zijn vervangen. Er zijn diverse soorten hybride kitten op de markt gekomen zoals de MS-polymeren. In oudere soorten kitten kan asbest verwerkt zijn, al is er vaak geen sprake van een hoge vezelemissie bij bewerking.